# 園部町
園部町（そのべちょう）は、2005年12月31日まで京都府の中央部に存在した地方公共団体で、園部城の城下町である。
2006年1月1日に周辺4町が合併して南丹市となり、地方公共団体としての園部町は歴史の幕を閉じた。現在は南丹市の行政区の地名として残されている。

## 地理
山
- 胎金寺山（たいこんじやま）
- 深山（みやま）
- 半国山（はんこくさん）

河川
- 桂川（かつらがわ）：京都市左京区に発する淀川水系の河川。亀岡市では大堰川（おおいがわ）、嵐山にかけては保津川（ほづがわ）と呼ばれる。
- 1. ↑  1985年5月21日に町の木として「公孫樹（いちょう）」を制定
  2. ↑  1970年10月20日に町の花として「梅」を制定
  3. ↑  1985年5月21日に町の鳥として「かわせみ」を制定
園部川（そのべがわ）：園部町の深山に発し、瑠璃渓を形成して桂川に合流する。
- 本梅川（ほんめがわ）：亀岡市に発して園部川に合流する。

景勝地
- 瑠璃渓

## 歴史
- 戦国時代末期の園部城に荒木氏綱という土豪がおり、明智光秀に対抗したと言う。しかし本格的な園部の開発は1619年の小出氏園部入封から始まる。
- 1889年（明治22年）4月1日 - 町村制の施行により、園部村のうち園部本町・園部上本町・園部若松町・園部宮町・園部新町の区域をもって園部町が発足。残部は園部村の一部となる。
- 1929年（昭和4年）4月1日 - 園部村・桐ノ庄村と合併し、改めて園部町が発足。（3町18村）
- 1951年（昭和26年）
  - 4月1日 - 川辺村を編入。
  - 11月14日 - 昭和天皇の戦後巡幸。お召し列車が園部駅に停車。駅前に船井・北桑田郡民奉迎場が設けられて地域住民による奉迎が行われた（昭和天皇の戦後巡幸）[1][2]。
- 1955年（昭和30年）4月20日 - 摩気村・西本梅村と合併し、改めて園部町が発足。
- 1958年（昭和33年）4月1日 - 亀岡市の一部（東本梅町若森字坂土・飛ノ木・向町・高室・室奥・泉水・三田・大橋・高橋・畑川・前町・後町・庄気谷・久保田・松田・門前町・唐臼・刈畑・谷、東本梅町南大谷字谷田・宮ノ後・鳥垣内・畑川・宮ノ前・奥垣内・柳ケ坪・西茶屋・安長・寺ノ下・野口・向イ垣内・梶ケタハ・平林・新林・寒谷・向井垣内および外鳥居の一部）を編入。
- 1969年（昭和44年）4月1日 - 園部区が3つの行政区（小桜町・美園町・栄町）に別けられる。
- 2006年（平成18年）1月1日 - 八木町・日吉町・北桑田郡美山町と合併して南丹市が発足。同日園部町廃止。

## 行政
歴代町長（摩気村・西本梅村との合併後）
- 第1代 西田長四郎（西田銀行創設者）
  - 1955～1957年（2年間）
- 第2代 西田多四郎（元教師）
  - 1957～1958年（1.5年間）
- 第3代 野中広務
  - 1958～1966年（8年間）
- 第4代 野々口源太郎（元軍人）
  - 1966～1971年（4年間）
- 第5代 今井源一（元軍人）
  - 1971～1979年（8年間）
- 第6代 野中一二三（野中広務の実弟）
  - 1979～2006年（28年間）

## 経済

### 産業
- 主な産業
- 農業

『大日本篤農家名鑑』によれば、園部町の篤農家は「西田實、中野幸助、井尻市太郎、中山傳之丞、田中榮次郎」などである。

## 地域

### 健康
- 平均年齢

### 教育
- 京都医療技術短期大学
- 京都建築大学校(旧･京都国際建築技術専門学校)
- 京都伝統工芸大学校(旧･京都伝統工芸専門学校)
- 佛教大学園部キャンパス
- 京都府立園部高等学校
- 京都府立農芸高等学校
- 学校法人京都聖カタリナ高等学校
- 京都府立淇陽学校（京都府が児童の自立を支援するために設置している児童福祉施設）
- 園部町立園部中学校
- 園部町立園部小学校、園部第二小学校、川辺小学校（廃校）、西本梅小学校（廃校）、摩気小学校（廃校）
- 園部幼稚園 本園、摩気分園、西本梅分園
- 幼児の館すこやか学園
- 聖家族幼稚園

## 隣接している自治体
- 亀岡市
- 船井郡：京丹波町、日吉町、八木町
- 兵庫県篠山市
- 大阪府豊能郡：能勢町

## 交通
- 京都縦貫道あるいは9号線での自動車交通が中心、京阪京都交通バスが亀岡を通って京都市内まで走っている。

### 鉄道路線
- JR山陰本線：園部駅 - 船岡駅
  - 町の中心駅：園部駅

### バス
- 京都交通 (亀岡)→京阪京都交通
- 西日本ジェイアールバス（園福線）

### 道路

#### 高速道路
- 京都縦貫自動車道（国道478号）
  - 園部インターチェンジ

#### 一般国道
- 国道9号（山陰道）
- 国道372号（篠山街道）
- 国道477号

#### 主要地方道
- 京都府道19号園部平屋線
- 京都府道25号亀岡園部線
- 京都府道54号園部能勢線

#### 一般府道
- 京都府道442号園部停車場線
- 京都府道452号長谷八木線
- 京都府道453号大河内口八田線
- 京都府道454号竹井室河原線

## 名所・旧跡・観光スポット・祭事・催事
- るり渓（瑠璃渓、日本の音風景100選）
  - るり渓温泉（国民保養温泉地は、るり渓高原温泉という源泉の名前）
- 園部公園
- 生身天満宮
- 薮田神社（元船井郡・桑田郡・多紀郡の総氏神）
- 普済寺
- 黒田古墳

## 著名な出身者
- 川勝寛治（幕末志士）
- 田中弘太郎（軍人） - 陸軍大将
- 田中好（元衆議院議員）
- 野中広務（元園部町長・元衆議院議員・元内閣官房長官など）
- 佐々木稔納（元南丹市長）
- 宮本茂（ゲームクリエイター、任天堂株式会社 代表取締役専務・情報開発本部長・マリオ、ドンキーコング、ゼルダの伝説の生みの親）

## その他
- 道の駅「京都新光悦村」が平成15年7月17日オープン
- 国道9号線、丹波町への峠は観音峠。国道372号線篠山市への峠は天引峠（あまびきとうげ）トンネル開通。共に難所の峠。観音峠は京都縦貫道でバイパス出来る。